# مقدونیه شمالی در المپیک تابستانی ۲۰۲۴
کاروان المپیکی مقدونیه شمالی، یکی از کاروان‌های شرکت‌کننده در بازی‌های المپیک تابستانی ۲۰۲۴ بود. این دوره از بازی‌ها از ۲۶ ژوئیه تا ۱۱ اوت ۲۰۲۴ (۵ تا ۲۱ امرداد ۱۴۰۳ خورشیدی) به میزبانی پاریس، پایتخت فرانسه برگزار شد. این حضور، هشتمین حضور پیاپی کاروان این کشور در المپیک بود؛ که شش دوره از آن تحت عنوان مقدونیه یا جمهوری مقدونه بود و این حضور، دومین حضور آنها تحت عنوان مقدونیه شمالی در بازی‌های المپیک (نخستین حضور در المپیک زمستانی ۲۰۲۲) بود.

## شرکت‌کنندگان
کاروان این کشور متشکل از ۶ ورزشکار در ۶ رشته ورزشی زیر بود.
| ورزش        | مردان | زنان | مجموع |
| ----------- | ----- | ---- | ----- |
| دو و میدانی | ۱     | ۰    | ۱     |
| جودو        | ۱     | ۰    | ۱     |
| تیراندازی   | ۰     | ۱    | ۱     |
| شنا         | ۱     | ۰    | ۱     |
| تکواندو     | ۰     | ۱    | ۱     |
| کشتی        | ۱     | ۰    | ۱     |
| مجموع       | ۴     | ۲    | ۶     |